# Учебно-спортивная база летних видов спорта министерства обороны Украины

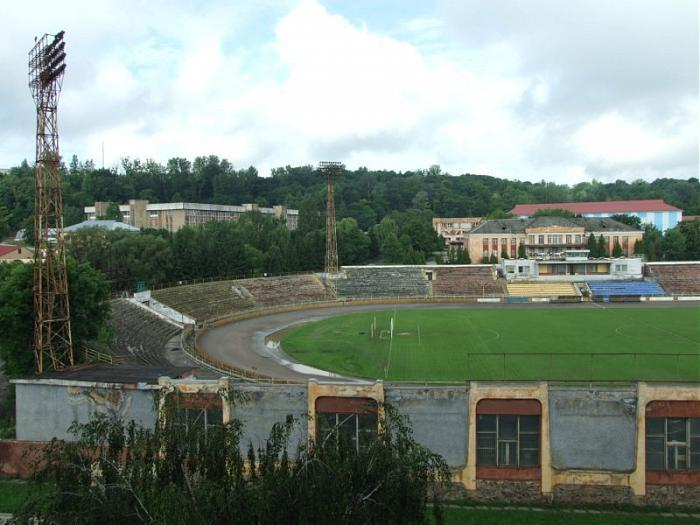
Стадион с футбольным полем

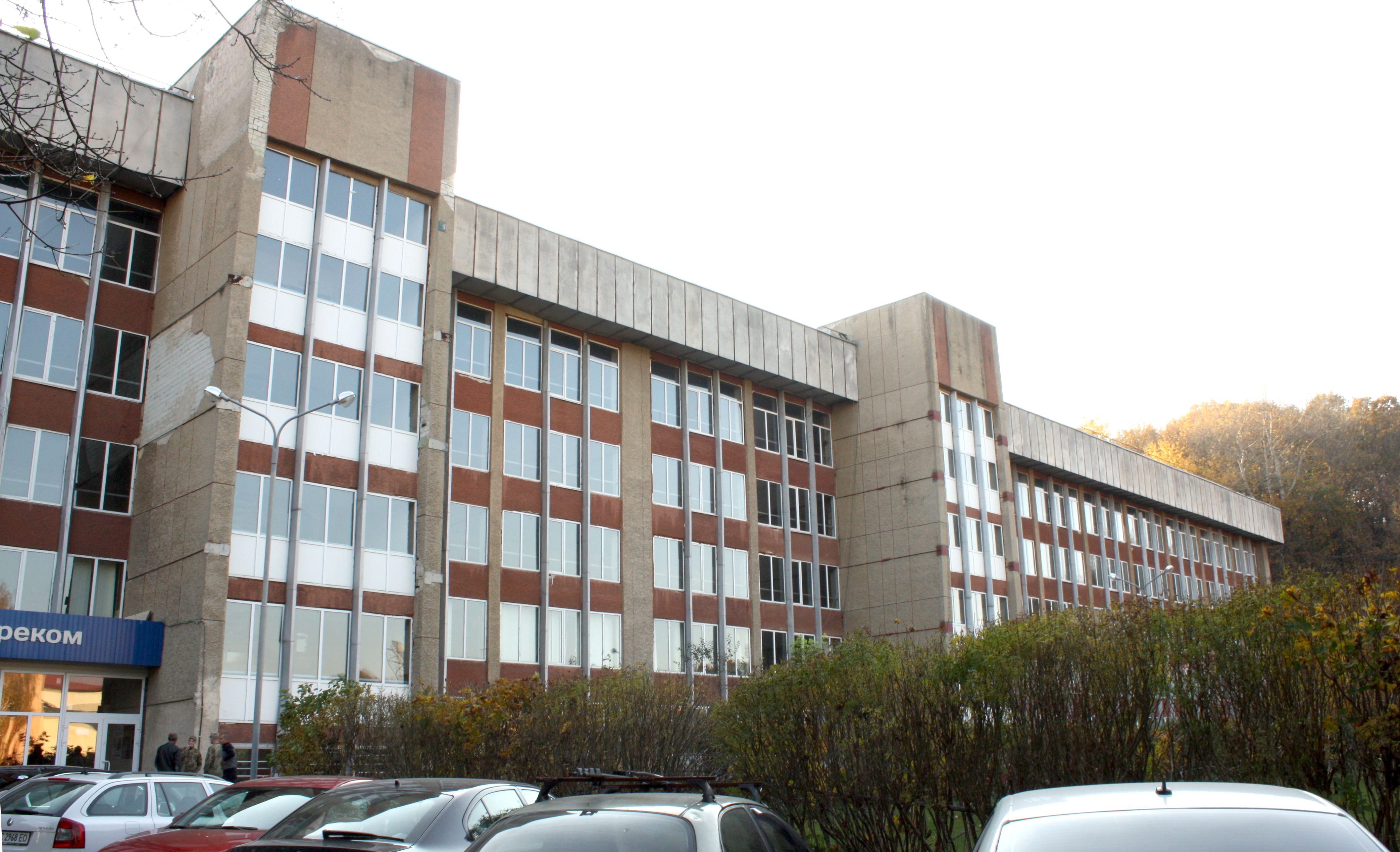
Здание велотрека

Учебно-спортивная база летних видов спорта (укр. Навчально-спортивна база літніх видів спорту) (бывший комплекс спортивного клуба ПрикВО) — комплекс спортивных сооружений во Львове (Украина). Адрес: улица Клепаровская, 39а.
Создан на основании сооружений 26-го пехотного полка, которые появились в 1930-х годах. В конце 1970-х — начале 1980-х были реконструированы существующие и построены новые спортивные объекты. Стадион и открытый бассейн были дополнены новыми помещениями, залом для спортивной стрельбы, многоборья, конного спорта, крытым велотреком. Авторы проекта архитектор А. Гукович и инженер В. Крюков, а также группа строителей, были удостоены за спорткомлекс ПрикВО Государственной премии Совета министров СССР (1983 год).
Напротив спорткомплекса, по ул. Клепаровской, 30 ещё в 1976 году была построена 12-этажная гостиница министерства обороны СССР Россия (ныне — двухзвёздочная гостиница «Власта»).

## Состав
В состав базы входят:
- спортивно-стрелковый комплекс;
- легкоатлетический манеж с велотреком;
- база современного пятиборья;
- стадион;
- универсальный спортивный зал;
- бассейн;
- специализированный зал спортивной гимнастики.

## Стадион
Строительство стадиона началось в 1950-тых годах, а открытие состоялось в 1967.
Стадион был домашним стадионом футбольной команды СКА (Львов), которая существовала в 1949-1989 годах.

## Велотрек
Строительство львовского велотрека было начато в 1976 году. Велотрек был сдан в эксплуатацию в 1980 году. Настил трека сделан из сибирской лиственницы, привезенной из Хабаровского края.
Площадь велотрека составляет 1378 м². Трибуны рассчитаны на 3000 человек. Объём сооружения — 155 000 м³, общая площадь — 13 500 м². На велотреки тренируются команды сборной и Вооруженных сил Украины. По состоянию на 2011 год является единственным крытым велотреком на Украине.

## Ссылка
- nsblvs.org — официальный сайт Учебно-спортивная база летних видов спорта министерства обороны Украины
- Официальная страница Учебно-спортивная база летних видов спорта министерства обороны Украины в социальной сети Facebook
- Бассейн СКА Львов